# توتر (علم الأحياء)
توتر بيولوجي أو ضغط بيولوجي أو خلل فيزيولوجي هو واحد من أكثر الاضطرابات النفسية شيوعاً بجانب اضطرابات أخرى مثل القلق والمخاوف المرضية، وغيرها. يرجع سبب تفشيه إلى احتمالية إصابته العالية لأي فرد وتعقّد الكثير من أمور الحياة وانسحاب القيم الروحية التي كانت تمد للإنسان شيئًا من الطمأنينة والسلام. إن موضوع الضغط النفسي لھو موضوع العصر، حيث أنه يمس جميع شرائح المجتمع بلا استثناء.(ملاحظة 1)

## تعريف
شاع استخدام كلمة ضغط في ميدان الهندسة والدراسات الفيزيائية لتشير إلى قوة خارجية تؤثر بشكل مباشر على موضوع طبيعي ونتيجة لهذه القوة يحدث الإجهاد الذي يؤثر ويغير من شكل وبناء الموضوع، هذا المفهوم الذي استعاره علم النفس للدلالة على نطاق واسع من الخبرات الانفعالية التي يترافق ظهورها مع حدوث تغيرات فيزيولوجية معرفية وسلوكية ناتجة عن الأحداث الضاغطة  ومع تعدد التعاريف للضغط النفسي وتنوّعها إلا أنها تُجمع على مفهوم واحد، فقد عرفه سيد محمود الطواب بأنه: «الحالة الناتجة عن عدم التوازن بين مطالب الموقف وقدرة الفرد على الاستجابة لھذا الموقف». وقد تحدّث عن نوعين من الضغط النفسي: ضغط نفسي صحي يحفز الفرد على الإبداع والإنجاز وضغط نفسي مَرَضي يثبط العزيمة ويعرقل مسار الحياة، أما سبيلبيرجر، فعبّر عنه إجمالًا بأنه عبارة عن «قوى خارجية تُحدث تأثيرا داخليًا في الفرد»
وعرفه فينك، بأنه: «عدم قدرة الفرد على التكيّف مع الحياة الاجتماعية كمتطلبات الحياة نتيجة إدراك عقلي خاطئ للأمور الحياتية مما يسبب قلق وتوتر عاطفي»، في حين عرّفه حسين وحسين بأنه: «قدرة الفرد على التكيف مع البيئة، وتقديره بأنها شاقة ومرهقة وتفوق قدرته للتعامل معها، مما يعرضه للإصابة بأمراض عدة».

## مراحل الضغط النفسي
يعتبر هانز سيلي من الأوائل الذين تحدثوا عن التجارب المتنوعة على الحيوان والإنسان وقد تبين أن التعرض المستمر للضغط النفسي يؤدي إلى حدوث اضطرابات في أنحاء الجسم المختلفة مما يؤدي إلى ظهور الأعراض الذي أطلق عليها سيلي اسم زملة أعراض التكيف العام وهذه الزملة تحدث من خلال ثلاث مراحل.

### المرحلة الأولى
وتسمى استجابة الإنذار. في هذه المرحلة يستدعي الجسم كل قواه الدفاعية لمواجهة الخطر الذي يتعرض له فيحدث نتيجة التعرض المفاجئ لمنبهات لم يكن مهيئاً لها وهي عبارة عن مجموعة من التغيرات العضوية الكيميائية، فترتفع نسبة السكر في الدم، ويتسارع النبض ويرتفع الضغط الشرياني، فيكون بالتالي الجسم في حالة إستنفار وتأهب من أجل التكيف مع الفاعل المهدد. وتنقسم إلى مرحلتين: مرحلة الصدمة وطور الصدمة.
- مرحلة الصدمة: خلال هذه المرحلة، يمر للجسم بعدة تغييرات مثل نقص حجم الدم، نقص صوديوم الدم، نقص بوتاسيوم الدم، نقص السكر في الدم، مع ظهور تأثير الإجهاد عليه. هذه المرحلة تشبه مرض أديسون. مقاومة العضو للتوترات تنخفض مؤقتًا إلى ما دون المدى الطبيعي وقد يكون هناك بعض الصدمة (مثل صدمة الدوران).
- المرحلة المضادة للصدمة: فعندما يتم تحديد التهديد أو الضغط، يبدأ الجسم في الاستجابة ويكون في حالة من الإنذار. خلال هذه المرحلة، يتم تنشيط الجهاز العصبي التاجي والجهاز العصبي الودي، ويتم إنتاج الكاتيكولامين مثل الأدرينالين، وبالتالي الدخول في وضع القتال أو الطيران (بالإنجليزية: flight or fight)‏. مما ينتج عنه زيادة وزن العضلات، وزيادة ضغط الدم بسبب ضيق الأوعية وعدم انتظام دقات القلب، وزيادة الجلوكوز في الدم.

### المرحلة الثانية
وتسمى بمرحلة المقاومة. فإذا استمر الموقف الضاغط فإن مرحلة الإنذار تتبعها مرحلة أخرى وهي مرحلة المقاومة لهذا الموقف وتشتمل هذه المرحلة الأعراض الجسمية التي يحدثها التعرض المستمر للمنبهات والمواقف الضغطة، التي يكون الكائن الحي قد اكتسب القدرة على التكيف معها. وتعتبر هذه المرحلة هامة في نشأة أغراض التكيف أو ما يسمى بالأغراض السيكوسوماتية، ويحدث ذلك خاصة عندما تعجز قدرة الإنسان على مواجهة المواقف عن طريق رد الفعل التكيفي، ويؤدي التعرض المستمر للضغوط إلى اضطراب التوازن الداخلي مما يحدث مزيداً من الإفرازات الهرمونية المسببة للاضطرابات العضوية. وتشهد المرحلة الثانية زيادة في إفراز الجلايكورتيكويد، والتي تساهم في تكثيف الاستجابة النظامية مع زيادة تركيز الجلوكوز والدهون والحمض الأميني/البروتين في الدم. وعلاوة على ذلك، فإنها تسبب قلة الكريات الدم اللمفاويات. في الجرعات العالية.

### المرحلة الثالثة
في المرحلة الثالثة يمر الجسم بإحدى المرحتلين، وهما الاستنفاد أو التعافي:
- مرحلة التعافي: تحدث عندما تنجح آليات النظام في التغلب على تأثير الضغوطات (أو القضاء عليها تماما عامل سببت أي الضغط).
- مرحلة الإرهاق: في هذه النقطة، تنضب كل الموارد الموجودة في الجسم تنضب. وتبدأ أعراض النظام العصبي التلقائي في الظهور (التعرق، ارتفاع معدل ضربات القلب، إلخ). استمرار الجسم في هذه المرحلة قد يسبب الضرر على المدى الطويل (النتائج تضيق الأوعية في نقص التروية لفترة طويلة ما يؤدي بدوره إلى نخر الخلية)، مما أدى إلى إنهيار الجهاز المناعي.

## أسباب الضَّغط النفسي
هناك الكثير من الأعراض والعلامات الشائعة والتي على الرغم من أننا نلاحظها إلا أننا نفشل في أن ندرك أنها ليست سوى ضغوطات نفسية. ويعد كلاً من الاكتئاب ومشاكل النوم والقلق والتوتر وضعف التركيز والخمول والأحداث المتغيرة في حياتنا بعض من العلامات الكثيرة التي يجب أن نتعامل معها. وعلى ذلك فإن الضغط النفسي والحرمان من النوم يرتبطان ببعضهما ارتباطاً وثيقاً لدرجة أنه يصعب تحديد ما إذا كان الضغط النفسي هو من تسبب بحرمانك من النوم أم أن العكس هو الصحيح.
- الإفراط في العمل: يؤدي الإفراط والإدمان في العمل حتما إلى أشد درجات الإجهاد  وهو سبباً لحدوث الضغط النفسي.
- القلق: من مسببات الضغط النفسي التفكير الكثير بأسوأ العواقب والخوف الزائد عند التعرض لصعوبات أو مشكلات تواجهنا في الحياة عموماً، فكلما زاد شعورنا بالقلق عند التفكير ازداد تعارض ذلك مع نومك وبالتالي تأثيره عليك وعلى أداءك.
- التوتر: يؤدي التوتر الزائد إلى مشاكل كثيرة وذألك بسبب تصوّرات داخلية  ومشاعر سلبية اتجاه الوضع المحيط بنا، عندما نعتقد أن المتطلبات التي تقع على عاتقنا تتجاوز قدرتنا على التعامل معها، حينها نكون عرضة للتوتر والإجهاد مما ينتج عنه ضغط نفسي وعدم ارتياح.
- الكافيين: يميل الناس المعرضون لأعمال شاقه أو أوقات عمل طويلة إلى استهلاك كميات كبيرة من الكافيين للحصول على دفعة من الطاقة التي تساعدهم على الاستمرار خلال اليوم. إلا أن الكافيين في الواقع يزيد من حدة مستويات الإجهاد ويؤثر إلى حد كبير على كمية ونوعية النوم الذي تحصل عليه. لا تدع عدة أكواب من القهوة تصبح عادة لمساعدتك على الاستمرار خلال يوم عمل مرهق.
- روتين حياة شديد الإشغال: جميعنا بشر ويجب أن نعمل لكن بمقدار ما تسمح به قدراتنا البدنية والعقلية. سواء كان عمل في المنزل أو في مجالات أخرى لا بد من ان لا يكون هذا العمل يفوق طاقاتنا وقدرة تحملنا ولا يستهلك من الوقت الذي علينا تكريسه للنوم ولأنفسنا. يؤثر هذا الروتين في الواقع على قدرتك على العمل بكل طاقاتك ويسبب الضغوط النفسية.
- التغيرات والاحداث: يشكل التغيير المستمر والسريع مصدر ضغطٍ نفسي كبير في حياتنا، فتفوق متطلبات الظروف قدرتنا على مواجهتها. فكلما زادت هذه التغيرات والأحداث وتعاظمت أهميتها كلما عانينا من استجابه ضغط عاطفي وجسدي لإنها احداث مفاجئة وغير مؤلفه وأيضًا بعضها حتميه كالوفاة والطلاق والمشاكل الزوجيه والمرض المشاكل المادية والكثير من الأحداث.
- قلة النوم والأرق: يعد الاستيقاظ بشكل متكرر خلال الليل والصعوبة في النوم من الأعراض المقلقة والتي تؤثر على  أداء اليوم وتخفض الرغبة في النشاطات اليومية والعمل  وبذلك تسبب الضغط النفسي.

## أمثلة الضغوط النفسية
- اضطراب التكيف: وتظهر على شكل حالات من الضيق والقلق والتوتر وما يصاحب ذلك من صعوبات في النوم ونقص الشهية للطعام والتفكير المستمر واضطراب العلاقات الشخصية. وتحدث مثل هذه الأعراض عندما تواجه الإنسان مشكلة في عمله أو حياته الأسرية أو خسارة مالية أو رسوب في امتحان وهي بلا شك أحداث مؤلمة يحتاج المصاب بها لبعض الوقت ليتقبلها ويرضى بما قدره الله عليه ويتعايش مع واقعه الجديد في ظل هذا الحدث. وتختلف المدة اللازمة لهذا التكيف من شخص لآخر بحسب نمط الشخصية وتجارب الحياة السابقة التي قد تجعله أكثر خبرة ونضجاً وقدرة أو أكثر وهناً وسرعة في الانهيار. وفي الغالب فإن اضطرابات التكيف لا تتجاوز أشهراً قليلة قبل أن يحدث التكيف الطبيعي وتعود الحياة إلى وضعها الطبيعي، أما إن زادت المدة عن ذلك فينبغي إعادة النظر في التشخيص وتقويم الحالة من قبل مختص.[8]
- الاضطراب التحولي: ويحدث هذا الاضطراب كرد فعل سريع لحدث مفاجئ أو صراع نفسي حاد. ومن أمثلة ذلك عندما يفاجأ الطالب بأسئلة امتحان صعبة لا يعرف حلها ويخاف من الرسوب فإن خوفه ينقل إلا حالة جسمانية مفاجئة فيسقط على الأرض مثلاً لا يستطيع تحريك يده اليمنى التي يكتب بها أو لا يرى وكأنه أصيب فجأة بالعمى. والحقيقة أن الشلل أو العمى الذي أصابه ليس مرضاَ عضوياً حيث أن فحوصات الأطباء المختصين في الأعصاب أو العيون مثلاً تكون سليمة وطبيعية. وفي الغالب أن مثل هذه الأعراض تخدم المريض بان تخفف من خوفه الشديد وتنقل المشكلة من الامتحان إلى المرض وتعفيه من مسؤولية الإجابة على أسئلة لا يعرفها وما يترتب على ذلك من الرسوب المحتمل وهو ما يسمى بالمكسب الأولي، بل إنها تجلب له التعاطف من أهله ومعلميه وهو ما يسمى بالمكسب الثانوي.
- اضطراب استجابات الكرب الشديد: ونعني بذلك ما يعرض له الإنسان من مصائب مثل حوادث الطرق ومشاهد الدمار والتعذيب والموت التي قد تحصل له مباشرة أو يقف عليها بنفسه أو ما يهدد حياته أو جسده أو كرامته مثل محاولات الاغتصاب. مثل هذه الأحداث العنيفة يمكن أن تؤدي للذهول والقلق الشديد الذي يصل للهلع واضطراب الوعي والإدراك وتشوش الذهن والتركيز والميل للعزلة أو حتى الشعور بالانفصال عن المجتمع والشرود. ويصاحب ذلك ذكريات وصور ملحة، وأحلام وكوابيس ذات صلة بالحادثة المؤلمة التي سببت الحالة. تتزامن هذه الحالة مع شعور بالاكتئاب والتبلد في المشاعر لأمور الحياة الأخرى وقد تستمر هذا الحالة عدة سنوات ما لم تعالج بشكل صحيح يساعد المريض في إعادة تشكيل تجربته والسيطرة عليها وتعلم الوسائل التي تساعده في التغلب على مشاعر الخوف والقلق والاكتئاب.
- الذهان المؤقت: ويقصد بذلك اضطراب شديد في التفكير مثل ظهور الضلالات (اعتقادات لاعقلانية خاطئة لا يمكن تغييرها بالإقناع المباشر والنقاش المنطقي) ويترتب على ذلك تصرفات غريبة وسلوكيات جنونية وهلاوس (اضطرابات حسية مثل سماع أصوات أو رؤية أشياء غير موجودة في الواقع). ويعتبر الذهان من الاضطرابات العقلية ولكنه يستجيب للعلاج بسرعة مقارنة بغيره من الأمراض العقلية الأخرى، وعلاجه يعتمد على العقاقير المضادة للذهان.

## الضغط النفسي والتوافق الزواجي
قد يظهر عدم التوافق الزواجي للزوجات أو الأزواج على حد سواء، نتيجة للإصطدام المستمر بالمواقف الضاغطة التي تفرضها الحياة اليومية، وهذا انطلاقا من المسؤوليات المتعددة داخل البيت كالسهر على راحة الزوج والأبناء ووالواجبات اتجاه الأسرة الأصلية وأسرة الزوج، والمسؤوليات والواجبات خارج البيت والتي تفرضها الحياة المهنية، كل هذه الظروف قد تجعل الأزواج يفقدون جانبًا من سعادتهم كما قد يفقدونها كلها إن فقدوا تكيفهم مع الحياة الزوجية، إذ يمثل التوافق الزواجي درجة التواصل الفكري، الوجداني، العاطفي والجنسي بين الزوجين بما يحقق لهما اتخاذ أساليب توافقية سوية، تساعدهما في تخطي ما يعترض حياتهما الزوجية من عقبات، وتحقيق أقصى قدر من السعادة والرضا. يشير فيشر أن 75٪ من المشاكل التي تعامل معها في ممارسته الإكلينيكية هي عبارة عن مشاكل مرتبطة بالضغوط وأن أغلبها يتسبب في اضطرابات الزواج.

## مقاومة الضَّغط النَّفسي
- أوّلاً، العقاقير المهدّئة.
- ثانيًا، إزالة أسباب الضَّغط النفسي:

1. إزالة نية الانتقام، قال ديل كارنيجي مؤلّف كتاب«دع القلق وابدأ الحياة» (ترجمه محمّد الغزالي في كتاب «جدّد حياتك» ص99): «إنّ عدم التّربّص للانتقام من الأعداء تزيل الكرب وتجنّب الجسم الاضطرابات المُهلكة»، وجاء في نصيحة الشّرطة الأمريكية لأعضائها «نيّة الانتقام ستؤذيك أكثر إذا حاولت الاقتصاص من الذي أساء إليك».
2. صرف الغضب:
  1. بالأنشطة اليدوية.
  2. بالرمل (الرّمل في الغابة أفضل منه في البيت إذ الغابة غنيّة بالأوكسيجين وتُرضي البال لأنّها تشبع الغريزة الدّفينة واللاّشعورية للامتلاك أو الحِمى)
  3. بالضّحك
  4. أو بمشاهدة مباراة
  5. أو برياضة عنيفة
  6. أو بإرخاء عضلات المضغ (أظهرت الدّراسات أنّ هناك علاقة تصاعدية بين الغضب وبين انقباض عضلات المضغ <تجنّب إذن مزاولة المضغ: العلكة..).
3. تجنّب التّبعية: يعتبرها العديد من المؤلّفين عاملاً مباشرًا للكرب، ويصنّفون النّاس بحسبها صنفين، صنف كامل التّبعية جدّ متوتّر كالعسكر (وطيئهم) والحرّاس وسائقي سيّارات الأجرة والكاتبات ومعلّمي التّلاميذ.. وصنف قليل التّبعية أحيانًا منعدمها كرجال الدّين والأطر العليا..
4. تجنّب هضم حقوق الجسم:

نوم كاف، وذلك بتجنّب المنبّهات (لاقهوة ولاشاي بعد الغروب)، لاعشاء وفير قبل النّوم (حتى لا ينشغل الجسم بهضمه فيأرق)، لاضوء ولاضجيج عند النّوم..
تغذية متوازنة أو ما يسمّى بتدبير الغذاء؛ وذلك بمراعات الحصّة الغذائية والتي تختلف بحسب:
■ المستويات: كالسّنّ (مثلا يحتاج الرضيع يوميا وحتّى شهره السّادس ل7 وجبات..) والجنس (يقلّ احتياج الأنثى عن الذّكر ب 800 سعيرة)، والنّشاط (تحتاج الحامل ل400 سعيرة يوميا أكثر، وتحتاج المرضعة ل1000 سعيرة يوميا أكثر وتزيد أيضا الحاجة للسّعيرات لدى الرّياضيين، وكذا من عَمَلهم شاقّ، وأثناء البرد ولدى بعض المصابين كمرضى السّلّ.. وتقلّ لدى مرضى السّكّر والقاعدين وعند ارتفاع حرارة الجوّ..).
■ محتويات الغذاء: بعض الموادّ ضرورية، كالفيتامينات (مثلا حاجة الطّفل للفيتامين «د» أكثر منها لدى البالغ والشّيخ)، والبروتينات (هناك 22 بروتين، 12 منها لا يستطيع الجسم تركيبها، عليه إذن الحصول عليها جاهزة، ويجدها في اللّحوم الحيوانية)، والدّهنيات (منها ما هو أساسي لابدّ للجسم منه، يجده في بعض الزّيوت النّباتية غير المطبوخة).
■ توازنات الغذاء: وجود نسب محدّدة بين أنواعه، كنسبة البروتينات الحيوانية (اللّحوم..) إلى البروتينات النّباتية (البقوليات كالعدس..) وهي من 1 للبروتينات الحيوانية إلى 3 للبروتينات النباتية، ونسبة الدّهنيات الأساسية إلى الدّهنيات كافّة، ونسبة المعادن فيما بينها كالتي بين الكالسيوم والفوسفور...
■ تجنّب بعض أخطاء التّغذية كــعسر الهضم إمّا بعد تناول أغذية دسمة أومقلية أوكثيرة التّوابل أو تناول أغذية غير ممضوغة كفاية، أو العادة السّيّئة بتناول الأشربة خلال الوجبات الغذائية (ممّا يزيد من ابتلاع الهواء وبالتّالي من نفخ البطن وكذا يخفّف من تركيز العصارات المعدية الهاضمة فيعسر الهضم) أو الأكل غير المنتظم كالعادة الشّائعة بتناول فطور مقتضَب لايشبع حاجة الجسم الذي يزاول معظم أنشطته في الصّباح بينما العشاء وفير يفوق الحاجة، لأنّنا نقضي اللّيل في الاستلقاء والرّاحة.. ومن الأخطاء الشّائعة كذلك، الإفراط في الأكل وخطر السّمنة على القلب وعلى المفاصل.. وعكسه التّفريط المخلّ بالتّوازن المُضعِف للمقاومة..
حركات رياضة: يومية (بضع دقائق صباحًا – الصّباح أحسن، فبعد قضاء اللّيل في الرّاحة تسترجع المفاصل ننضارتها وعكسها في المساء وبعد تعرّضها لعمل وأثقال اليوم تكون المفاصل منضغطة ومنهَكة-) حتّى نتجنّب القعود (المشجّع على تصلّب المفاصل خصوصا أحمد الكاشف وبالتّالي فيسهل تلفها ممّا يؤدّي إلى الألم القَطَني ثمّ عرق النسا). تجنّب الرّياضة كذلك ضمور العضلات وتزيد من فعالية القلب والرّئة..

## علاج الضغط النفسي
أصعب ما في الضغط النفسي هو الاعتراف به ما إن يعترف الفرد في تعرضه لإحدى مسببات الضغط النفسي تصبح تحديد الأسباب ومعالجتها والتخلص منها أسهل .
- حاول السيطرة على أسلوب حياتك: ضع جدولاً يومياً أو أسبوعيا للأعمال والتخطيط للمستقبل وتدوين بعض المشكلات والحلول التي تواجهك.
- التقليل من شرب المشروبات التي تحتوي على الكافيين وممارسة الرياضة بانتظام .
- التخلص من الأفكار السلبية والتي تدعو للقلق والتوتر  والتركيز على التفكير الواقعي الإيجابي.
- التخطيط وتنظيم الوقت وذلك يمنحك شعوراً بأنك تمسك زمام الأمور وتسيطر على حياتك.
- تقبل التغيرات الحتميه والتعامل معها بأنها قضاء وقدر والعمل على حل المشكله يساعد في علاج الضغط النفسي الناتج منها .
- التواصل الاجتماعي التواصل مع الناس وبناء العلاقات الاجتماعيّة فالجلوس مع الأشخاص والتحدّث معهم يساعد من خروج الشخص من دائرة الضَّغط النفسي.
- الحرص على تنظيم ساعات النوم  وعدم الانحراف بعيداً عن الساعات المخصصه مهما كان العمل ملحّاً يعالج الضغط النفسي .
- النشاط الجسدي وممارسة التمارين وتقنيات الاسترخاء مثل اليوغا والتأمل تساعد على التخلص من بعض الضغوط النفسيه .
- زياره أخصائي لطلب المساعدة  للحفاظ على توازن صحي في حياتك العملية من أجل الابتعاد عن الضغط النفسي والحرمان من النوم.
- الاستشارة النفسيه من المتخصصين بذلك.

## مقالات ذات صلة
- صراع الاقتراب والابتعاد (علم النفس)

## هوامش
- ملاحظة 1 المرادفات: الكرب [11] أو الشدة أو الإجهاد [12]